# Nesonycteris fardoulisi
Nesonycteris fardoulisi is een vleermuis uit het geslacht Nesonycteris die alleen voorkomt op het eiland Makira. Deze soort is genoemd naar Emmanuel Fardoulis, voor zijn steun aan de afdeling zoogdieren van het Australian Museum.

## Kenmerken
N. fardoulisi is een kleine bruine vleerhond met een lange, smalle snuit en geen staart of staartmembraan. De meeste populaties hebben roze vlekken op het hoofd, de voeten en de vleugels, maar die ontbreken bij de ondersoort maccoyi. Mannetjes zijn groter en minder warm gekleurd en hebben grotere hoektanden en een steviger hoofd dan vrouwtjes. Op één plaats komen meestal ofwel vrijwel alleen vrouwtjes, ofwel vrijwel alleen mannetjes voor. Mogelijk komt dat doordat mannetjes, met hun afwijkende gebit, in minder verstoord bos voorkomen dan vrouwtjes. De kop-romplengte voor mannetjes bedraagt 91,0 tot 96,0 mm, de voorarmlengte 57,9 tot 61,0 mm, de tibialengte 26,2 tot 27,0 mm, de oorlengte 12,5 tot 13,2 mm en het gewicht 52 tot 54 g. Voor vrouwtjes is de kop-romplengte 87,0 tot 94,0 mm, de voorarmlengte 55,8 tot 59,5 mm, de tibialengte 24,3 tot 26,4 mm, de oorlengte 11,9 tot 14,0 en het gewicht 39,5 tot 47,0 g (gebaseerd op twee mannetjes en vier vrouwtjes uit Malaita).

## Ondersoorten
In 2023 zijn twee van de ondersoorten afgesplitst als aparte soorten: Nesonycteris maccoyi (eiland Malaita) en Nesonycteris mengermani (eilanden ten westen van Guadalcanal). De laatste ondersoort (N. f. schouteni) bleek een ondersoort van de soort Nesonycteris woodfordi. Hierdoor heeft de soort geen erkende ondersoorten meer. N. fardoulisi betreft alleen nog de populaties op het eiland Makira.